# Evandro Arteaga
Evandro Arteaga Fuentes (Concepción, 13 de octubre de 1982) es un baloncestista profesional chileno, que juega en el Universidad de Concepción, de la Liga Nacional de Básquetbol de Chile.

## Historia

### Inicios
Sus primeras incursiones en el básquetbol las vivió en el Club Deportivo Huachipato, debido a una lesión dejó el básquetbol por un año. Tras recuperarse volvió a jugar esta vez por su colegio, fue en ese instante que recibió el llamado para integrar las divisiones menores de Deportivo Petrox. Ahí tempranamente destacó por su habilidad en la distribución del juego, tiro de tres puntos y excelente penetración a la zona defensiva. Fue en ese club en donde jugó diferentes torneos nacionales y tuvo sus primeras nominaciones a selecciones regionales y al combinado nacional en categorías inferiores.
Cuando logró llegar al primer equipo del club, en 1999, por problemas dirigenciales Deportivo Petrox se salió de la competencia, razón por la que varios jugadores emigraron del cuadro petrolero, entre ellos Lino Sáez, Galo Lara, Fernando Campos, Daniel Viafora, Jimmy Sanhueza, Henry Monks y Sandro Figueroa, entre otros. Arteaga continuó en el Club una temporada disputando torneos locales.

### Pasos por otros clubes
Jugador formado en el desaparecido Deportivo Petrox equipo en el que logró debutar en Dimayor en 1999, usando la camiseta número 13. Tras la salida de Deportivo Petrox de Dimayor, en 2000, jugó la Liga Frontel que reunía a equipos locales y que Deportivo Petrox también disputó logrando el Primer lugar. Después tuvo un breve paso jugando por Deportivo Lautaro, club que juega en la LIBSUR, categoría menor del básquetbol chileno. 
Luego de eso vuelve a la Octava Región en donde ingresa a la Universidad de Concepción como alumno y se destaca jugando en el equipo que disputa Unisur, torneo que reunía a las universidades del Consejo de Rectores del sur de Chile. Tras su excelente rendimiento en 2002 logra su inclusión en el equipo adulto que disputa la Dimayor.

### Universidad de Concepción
Evandro Arteaga califica reiterativamente su traslado a la U. de Concepción como una "gran apuesta". Esto debido a que si bien llegó a estudiar Ingeniería Comercial, su fin último era ingresar al equipo profesional.
"La verdad es que no entré a estudiar una carrera, entré para jugar básquetbol. Mi idea era llegar al equipo universitario para después entrar al equipo Dimayor y resultó. Ahora que estoy más maduro, sé que tengo que sacar la carrera como sea y lucirme en ambas cosas".
En el año 2007 conseguiría sus mejores momentos. En ese mismo torneo (Dimayor 2007) el club consiguió uno de los mejores rendimientos de la temporada regular, donde salió tercero y clasificó a los play-offs.
En esta fase logró su mejor, ya que llevó a la final del torneo, donde perdió con el sorprendente Liceo Mixto, por un marcador de 4-1. Esta participación lo hizo ser uno de los mejores jugadores del momento en el básquetbol nacional, y ganándose a la "hinchada" del campanil.
En las siguientes temporadas siguió siendo todo un referente para el club, pero no consiguió títulos.
En la temporada 2011-12 fue subcampeón, cayendo de nuevo en la final ante Liceo Mixto, por un marcador de 4-2.
Es el actual capitán del club y porta la camiseta número 10.
En la temporada Dimayor 2012 se consagró campeón del torneo con la Universidad de Concepción, tras vencer en la final a Liceo Mixto por un ajustado marcador de 3-2. En la fase regular del torneo fueron 3º, y él fue el segundo goleador del torneo, sólo superado por su compañero Terrel Taylor.

### Colo-Colo
El primer semestre del 2015 juega la libcentro por Colo-Colo saliendo subcampeón de este torneo por los albos, y clasificando a la Copa chile la cual la gana con el cuadro popular.

### Ancud
El 5 de septiembre de 2015 firma contrato para incorporarse a las filas del Club Deportivo ABA Ancud jugando la Liga Nacional DirectTV by Spalding 2015-2016.

### CD Los Leones de Quilpué
El 10 de marzo de 2016  llega a acuerdo con Leones de Quilpué.

### Segunda etapa en Universidad de Concepción
Volvió el 26 de enero de 2021 para disputar Liga de Campeones de básquetbol de las Américas y Liga nacional

## Récords
En su etapa escolar anotó 62 puntos (de los 65 del Liceo de Humanidades) en una final escolar ADICPA. En el ámbito profesional de la Liga Nacional de Básquetbol de Chile su mejor marca son 58 puntos por el Club Deportivo Universidad de Concepción (básquetbol) en duelo ante ABA Ancud en el cierre de la regular de la Liga Nacional de Básquetbol 2014-15.

## Selección nacional
Es un jugador histórico para la selección de básquetbol de Chile, puesto que su buen juego lo ha hecho jugar en ella desde sus inicios. Se destaca mucho en los Campeonatos Sudamericanos, en los cuales ha participado desde 2006.
Es el actual capitán de esta, y junto con Patricio Briones forman unas de las mejores duplas de la historia del básquetbol chileno.

## Títulos
- Dimayor / Liga Nacional (3): 2010, 2012 y 2021.
- Copa Chile de Básquetbol (3): 2014, 2015 y 2016.
- Libcentro (2): 2014, 2016.
- Subcampeón de Dimayor / Liga Nacional (4): 2005, 2007, 2009 y 2017-18.
- Subcampeón de Libcentro (1): 2015.